# Citizen Watch

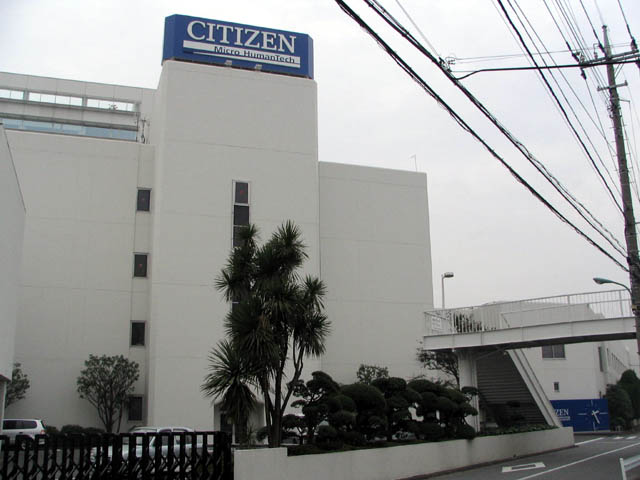
Oficinas principales de Citizen en Tokio.

Citizen Watch Co., Ltd. es la empresa principal del grupo corporativo japonés Citizen con base en Tokio, Japón.
La compañía fue fundada en 1918 bajo el nombre de Shokosha Watch Research Institute, pero en 1924 su nombre comercial cambió a Citizen derivado de un modelo de reloj de bolsillo que comercializó en esa época, quedando definitivamente registrado el nombre el 28 de mayo de 1930. Es actualmente uno de los mayores productores de relojes de pulsera, tanto automáticos como de cuarzo, a nivel mundial.
Es además mundialmente reconocido por su tecnología Eco-Drive. Esta tecnología permite a muchos de sus relojes obtener la energía de la luz solar, minimizando mucho los costes de mantenimiento y siendo una opción más ecológica que el cuarzo convencional.
Es fabricante de cronómetros, calculadoras, agendas electrónicas, televisores de mano, baumanómetros, glucómetros, impresoras y tornos. En 2008 adquirió la compañía de relojes Bulova, famosa por haber fabricado el primer "reloj electrónico" de pulsera del mundo, el Bulova Accutron.
- Datos: Q14523570
- Multimedia: Citizen (watch) / Q14523570